# بطولة أمم أوقيانوسيا لكرة السلة 2003
بطولة أمم أوقيانوسيا لكرة السلة 2003 أقيمت في أستراليا. بمشاركة فريقين. فاز منتخب أستراليا بالبطولة للمرة الـ 14.

## الفرق التي لم تشارك
| - ساموا الأمريكية - جزر كوك - ميكرونيسيا - فيجي - غوام - كيريباتي - جزر مارشال - ناورو - كاليدونيا الجديدة | - جزيرة نورفولك - جزر ماريانا الشمالية - بالاو - بابوا غينيا الجديدة - ساموا - جزر سليمان - تاهيتي - تونغا - توفالو - فانواتو |

## النتائج
| سبتمبر 1 7:30 p.m. | التقرير | أستراليا                                     | 79–66 | نيوزيلندا |  |  |
| سبتمبر 1 7:30 p.m. | التقرير | النقاط حسب الربع: 25-14، 19-11، 16-21، 19-20 |       |           |  |  |

| سبتمبر 3 7:30 p.m. | التقرير | نيوزيلندا                                    | 76–90 | أستراليا |  |  |
| سبتمبر 3 7:30 p.m. | التقرير | النقاط حسب الربع: 21-17، 22-22، 13-25، 20-26 |       |          |  |  |

| سبتمبر 4 7:30 p.m. | التقرير | أستراليا                                     | 84–75 | نيوزيلندا |  |  |
| سبتمبر 4 7:30 p.m. | التقرير | النقاط حسب الربع: 24-20، 21-19، 22-16، 17-20 |       |           |  |  |
| سبتمبر 4 7:30 p.m. | التقرير | أستراليا wins series, 3-0                    |       |           |  |  |

## جوائز
| البطل                 |
| --------------------- |
| · أستراليا · للمرة 14 |